# لستیتزا
لستیتزا (به ایتالیایی: لستیتسا) یک کومونه در ایتالیا است که در استان اودینه واقع شده‌است.

## خصوصیات
لستیتزا ۳۴٫۲ کیلومترمربع مساحت و ۳٬۸۶۳ نفر جمعیت دارد.